# Christopher Malcolm
Christopher Malcolm (19 de agosto de 1946 - 15 de febrero de 2014) fue un actor de cine y televisión, director y productor escocés. La primera vez que alcanzó la fama fue por su papel de Brad Majors en la producción teatral original de The Rocky Horror Show.

## Primeros años
Malcolm nació en Aberdeen, Escocia, y se crio en Canadá después de que su familia emigró a la Columbia Británica, Canadá, en la década de 1940. Asistió a la Universidad de Columbia Británica, donde trabajó y estudió teatro.

## Carrera
Después de la universidad, regresó al Reino Unido y comenzó su carrera profesional con la Royal Shakespeare Company (1966-1968). Apareció en más de 10 producciones y ha trabajado con numerosos directores como Peter Hall, Trevor Nunn y John Barton. 
A lo largo de la década de 1970 trabajó de forma continua en teatro y cine, apareciendo en muchas producciones de Royal Court incluyendo al premiado e innovador musical The Rocky Horror Show en el papel de Brad Majors. Él apareció en películas como Star Wars Episodio V: El Imperio Contraataca, Reds, Ragtime, Labyrinth y Highlander.

## Vida personal
Christopher vivía en Londres con su esposa Judy. Su hija informó de su muerte el 15 de febrero a través de Twitter.